# Piani di pace per il conflitto israelo-palestinese
I piani di pace per il conflitto arabo-israeliano sono delle ipotesi di trattati per mettere fine al conflitto arabo-israeliano.
In merito sono state formulate diverse proposte, la maggioranza delle quali ha come obiettivo la creazione di uno Stato indipendente per il popolo palestinese, che sono gli arabi di Palestina, e che erano la maggioranza nella zona prima della nascita dello Stato d'Israele, nella Striscia di Gaza, che è controllata attualmente da Hamas, e in parti della Cisgiordania, che è gestita dalla Autorità Nazionale Palestinese.
Il diritto a esistere dello Stato di Palestina è riconosciuto da 136 paesi, anche se a vario titolo, dalle Nazioni Unite (secondo la risoluzione del 1948) e dall'UNESCO.

## Due Stati

### Due Stati per due popoli
Una prima proposta, dei due Stati per i due popoli, prevede la creazione di uno Stato di Palestina con territori ulteriori o uguali, rispetto alla Striscia di Gaza e la Cisgiordania, con capitale Gerusalemme est. Ciò nel rispetto degli accordi presi durante l'armistizio del 1949, con piccoli cambiamenti, nei confini permanenti già stabiliti de jure. Quest'idea è alla base della soluzione di pace araba proposta dell'Arabia Saudita nel marzo del 2002, che fu accettata dall'Autorità Nazionale Palestinese e da tutti i paesi membri della Lega Araba. Questo piano promise in cambio della tregua il ristabilirsi delle relazioni diplomatiche tra i paesi arabi e Israele. Israele richiede la sua sicurezza come parte integrante ed essenziale del trattato, e perciò il ritorno ai confini precedenti il 1967 con le 10 miglia strategiche. Questa soluzione è quella ufficialmente sostenuta dal governo dell'Autorità Nazionale Palestinese. Molti sostengono che i palestinesi abbiano rifiutato offerte simili fatte durante e dopo gli accordi del summit di Camp David del 2000. Il piano parla solo di una soluzione del problema dei rifugiati palestinesi, ma l'insistenza dei palestinesi sul diritto di ritornare ai confini pre-1967 porterebbe alla creazione di 2 stati arabi, uno di essi con significanti minoranze ebraiche al suo interno, e un altro, composto da Cisgiordania e Gaza, senza minoranze ebraiche. La soluzione dei confini del 1967 è in genere la posizione ufficiale attuale dell'Autorità Nazionale Palestinese. Con il vincolo dei negoziati tra le parti, è una posizione molto diffusa anche in Israele, soprattutto a sinistra nel movimento del sionismo socialista, e appoggiata dagli Stati Uniti, dai paesi dell'Unione Europea e da quasi tutte le nazioni che riconoscono lo Stato di Palestina e lo sostengono attivamente, come il Venezuela, la Bolivia e Cuba. La suddetta soluzione è quella approvata dalla Nazioni Unite il 29 novembre 2012, con una risoluzione che ha riconosciuto l'esistenza dello Stato di Palestina.

### Scambio di territori
Lo scambio di territori o piano Lieberman, è un altro, più limitato piano (per quanto riguarda i consensi) per uno Stato Palestinese che propone di unire parti della Striscia di Gaza e della Cisgiordania che sono occupate da israeliani o sono di notevole rilevanza strategica nelle mani degli stessi israeliani. Aree attualmente facenti parte di Israele potrebbe essere così cedute allo Stato palestinese come sorta di compenso. La questione principale riguarda però lo status di Gerusalemme, oltre al fatto che numerosi palestinesi dovrebbero abbandonare ampie zone della Cisgiordania. È una delle soluzioni sostenute da Avigdor Lieberman, leader dell'estrema destra laica israeliana, il partito Israel Beytenu, che ha proposto una soluzione simile attraverso lo scambio di territori, per mantenere gli insediamenti.

### Regno unito arabo
Un Piano per un Regno Unito arabo con la Giordania (che ha molte somiglianze con l'opzione giordana, anche se in questo caso il territorio annesso al regno è maggiore) secondo il quale la Palestina araba ritornerebbe sotto il controllo della Giordania, sotto la supervisione del monarca hascemita. Questa idea fu proposta per la prima volta da Re Hussein e il ruolo della Palestina sarebbe stato simile a quello ricoperto all'interno del Regno Unito dal Galles e dalla Scozia. Nell'ottobre 2007, Re Abd Allah fece notare come l'indipendenza palestinese dovrebbe essere raggiunta prima che la Giordania iniziasse ad espandere la sua influenza in Palestina al di fuori dei luoghi santi. Questo piano potrebbe essere sostenuto dalle infrastrutture giordane che sono molto superiori a quelle del 1948-1967, soprattutto per quanto riguarda turismo, assistenza medica e istruzione. Uno Stato palestinese sarebbe scarsamente sviluppato nel settore turistico, che la Giordania potrebbe sostenere grazie alla propria considerevole esperienza e ad appositi ministeri. Lo stesso Abd Allah ha però molte riserve sulle capacità della Giordania di accogliere i profughi palestinesi dei paesi limitrofi, e i loro parenti e discendenti, inoltre l'ANP non vuole riconoscere la sovranità giordana. Recentemente non è stata più proposta.

### PropostaThe Arc(RAND)
La RAND Corporation ha proposto un'ulteriore modifica della prima soluzione denominata The Arc secondo la quale Giudea e Samaria verrebbero unite a Gaza con ampie infrastrutture di collegamento. Lo sviluppo del piano includeva anche indicazioni circa il livello di pianificazione civica, le riforme bancarie e monetarie necessarie a riformare lo Stato così unificato.

## Stato unico uninazionale

### Opzione giordana
La Giordania come stato di tutti i palestinesi detto anche l'opzione giordana, il piano di pace Elon, l'iniziativa israeliana e la strada giusta per la pace è un piano proposto dall'ex ministro israeliano per il turismo rabbino Binyamin Elon, ma proposto la prima volta nel 1977 da Yigal Allon e popolare in patria in quanto dà il diritto ad Israele di espandersi fino al fiume Giordano e riconosce la Giordania come stato palestinese, onde costituire i due stati sulle opposte rive del fiume. Il presupposto di questo piano sta nel fatto che gran parte dei giordani ha origini palestinesi, inclusa la regina Rania di Giordania. Questa posizione è sostenuta dai sionisti di destra (come Ze'ev Jabotinsky, da alcuni membri del Likud e di Israel Beytenu, da molti sionisti religiosi, e in passato, dall'Etzel e Ariel Sharon) come parte della "casa nazionale ebraica" dalla dichiarazione Balfour. È stata anche riproposta da Benjamin Netanyahu e da Avigdor Lieberman come alternativa allo scambio di territori. I Palestinesi residenti nella Striscia di Gaza (che però è ora controllata solo da autorità palestinesi) e nella Sponda Occidentale dovrebbero però divenire cittadini della Giordania e molti trasferirsi in altri paesi. Elon chiese questo come parte di uno scambio di popolazione iniziato già negli anni '50 con l'esodo di massa di ebrei dagli Stati arabi, come l'espulsione degli ebrei sefarditi seguita alla prima guerra arabo-israeliana del 1948. A settembre 2004 le votazioni condotte dal Jaffee Center for Strategic Studies riportano che il 46% degli Israeliani sarebbero favorevoli a questa soluzione e che 60% degli intervistati dissero che avrebbero incoraggiato anche gli Arabi Israeliani, con aiuti economici, a lasciare il paese. Inizialmente, il piano causò severa opposizione e fu pressoché universalmente condannato dalle altre nazioni, rifiutato anche dai giordani stessi, e considerato un progetto di pulizia etnica. L'unico sostegno deciso ed esplicito è arrivato dal leader della destra liberale e antislamista olandese, Geert Wilders che ha proposto anche alla Giordania di cambiare nome da "Regno Hashemita di Giordania" a "Regno Hascemita di Palestina". Il 16 luglio 2008, una commissione bi-partisan del parlamento israeliano propose di adottare l'iniziativa, inclusa l'ala destra MK di Yossi Beilin che chiese all'UE di ospitare i rifugiati palestinesi come parte del processo di sistemazione dei rifugiati. La Giordania però non gradisce altri palestinesi e potrebbe avere in cambio una parte dei territori cisgiordani persi nel 1967 (anche se meno che nella proposta del Regno Unito Arabo) e sovvenzioni economiche da parte di Israele (se accettasse di occuparsi anche della questione del ritorno dei profughi palestinesi all'estero), mentre la Cisgiordania in cui si trovano gli insediamenti israeliani (Giudea e Samaria), diventerebbe parte legale di Israele. La Striscia di Gaza potrebbe divenire stato indipendente o restituita all'Egitto (dato che non potrebbe più tornare a Israele dopo il disimpegno del 2005, anche se Hamas non avrebbe questo piano. Secondo la visione Elon infatti, essendo quasi la metà dei giordani palestinese, essi sarebbero nel loro stato sovrano, posto anche che il futuro re di Giordania, presumibilmente il principe Hussein, figlio di Abd Allah e della palestinese Rania, sarà quindi un palestinese a metà. Inoltre, dopo la fine del mandato britannico, dal 1948 al 1967 i palestinesi di Cisgiordania erano giordani, solo dopo la guerra dei sei giorni cominciarono a richiedere l'indipendenza dei Territori. Poiché il mandato britannico di Palestina comprendeva anche la Transgiordania, la Giordania, anche dal punto di vista delle antiche province romane, viene chiamata anche da molti israeliani "Palestina Orientale" mentre la Palestina classica occidentale è, in maggioranza, il territorio di Eretz Yisrael.

### Stato secolare arabo
Uno Stato secolare arabo (come descritto nella Convenzione Nazionale Palestinese prima della cancellazione delle cause rilevanti nel 1998), sostenuto da molti nazionalisti palestinesi laici e antisionisti (come il gruppo marxista del Fronte Popolare per la Liberazione della Palestina), oltre che da alcuni paesi arabi secolari, come la Siria, e in passato da Giordania (fino al 1994), Iraq (fino al 2003), Egitto (fino al 1979), Libia (fino al 2011). Secondo la Convenzione, solo quegli "Ebrei che hanno risieduto normalmente in Palestina prima dell'inizio dell'invasione Sionista saranno considerati palestinesi", ciò esclude fino al 50% della popolazione ebraica di Israele.

### Stato islamico arabo
Uno Stato arabo solamente islamico (incoraggiato da Hamas), dai movimenti islamici fondamentalisti come Jihad islamico palestinese, oltre che da molti paesi apertamente nemici di Israele, come l'Iran, o che non hanno rapporti con lo Stato ebraico (pur non essendone nemici dichiarati), come l'Arabia Saudita e i paesi della penisola araba. Questa soluzione è osteggiata dalla popolazione ebraica così come dai palestinesi non-musulmani, oltre che dai musulmani moderati e dai laici. Secondo Hamas, riprendendo la Convenzione Nazionale Palestinese in maniera restrittiva, gli ebrei residenti prima del 1948 e i loro discendenti potrebbero avere il permesso di rimanere sul suolo palestinese, ma come minoranza e rispettando le leggi islamiche. Anche i fondamentalisti del vicino Stato Islamico dell'Iraq e del Levante (ISIS), non riconosciuti legalmente da nessuna nazione, vorrebbero una Palestina islamica, ma unita al "califfato" e con l'esclusione di tutti i non-musulmani.

## Stato unico binazionale
Si tratterebbe di uno Stato per due etnie completamente alla pari legalmente, ottenuto modificando la caratteristica di Israele come "Stato Ebraico" e integrando tutti i palestinesi e gli arabo-israeliani come cittadini a pieno titolo, come fu fatto negli Stati Uniti nei confronti delle etnie minoritarie (come afroamericani e nativi americani), in seguito al movimento per i diritti civili (come quello dei neri di Martin Luther King e di Malcolm X), o come accadde in Sudafrica dopo la fine dell'apartheid.

### Federazione binazionale
Una federazione, sul modello della Svizzera, degli USA, della Spagna o del Regno Unito dopo le devoluzioni in Catalogna e Scozia, di stati ebraici e arabi con ampia autonomia, per tutti gli israeliani e palestinesi. Non è chiaro come questa soluzione preveda di distribuire le risorse naturali tra gli stati a maggioranza araba e quelli a maggioranza ebraica e mantenere la sicurezza interna allo Stato così costituito.

### Stato unitario binazionale
Uno stato unitario (sostenuto da vari gruppi israeliani e palestinesi, in particolare dai pacifisti e dagli antisionisti laici non nazionalisti, come i comunisti). Le critiche palestinesi e israeliane temono che il nuovo Stato abbia uno status asimmetrico (ma non necessariamente non equo) e serva soprattutto a preparare la strada dello Stato solo arabo, mettendo gli ebrei in minoranza. Altri dicono che una tipologia del genere sia destinata a fallire e a finire in una guerra civile o una secessione sicura. I sentimenti nazionalisti di molti israeliani e palestinesi ostacolerebbero infatti questo tipo di soluzione. 
Dopo il fallimento del processo di pace di Oslo e le difficoltà sorte alla soluzione dei due stati, il docente universitario palestinese-statunitense Edward Said diventò un sostenitore di questo piano. Questo piano ebbe anche, nel 1948, l'appoggio di personalità come Albert Einstein e, successivamente, è stato sostenuto da numerose personalità laiche filo-palestinesi ma non anti-ebraiche come Noam Chomsky, Vittorio Arrigoni, Rachel Corrie, giudicando uno Stato palestinese troppo debole e poco esteso rispetto a Israele nella regione, e quindi in condizione di sudditanza di fatto, anche se riconosciuto ufficialmente come indipendente e sovrano.

## Cronologia dei trattati
I negoziati hanno portato a vari accordi e piani di pace:
- Accordi di Camp David, 1978 tra Anwar al-Sadat e Menachem Begin
- Conferenza di Madrid, 1991
- Accordi di Oslo, 1993, tra Yitzhak Rabin e Yasser Arafat
- Oslo II, continuazione del precedente, 1995
- Protocollo di Hebron tra Arafat e Netanyahu, 1997
- Memorandum di Wye River, 1998
- Memorandum di Sharm el-Sheikh, 1999
- Vertice di Camp David tra Arafat ed Ehud Barak, 2000
- Summit di Taba, 2001
- Road Map (for peace) 2002 tra Mahmoud Abbas e Ariel Sharon
- Iniziativa di pace araba, 2002
- Piano di disimpegno unilaterale israeliano, 2005, voluto da Ariel Sharon
- Conferenza di Annapolis, 2007, tra Abbas ed Ehud Olmert
- Colloqui condotti dall'inviato speciale statunitense George J. Mitchell (2010-2011)
- Colloqui condotti dal segretario di stato statunitense John Kerry (2013-2014)